# Karol Drak
Karol Drak (ur. ok. 1791, zm. 18 lipca 1868) – polski urzędnik.

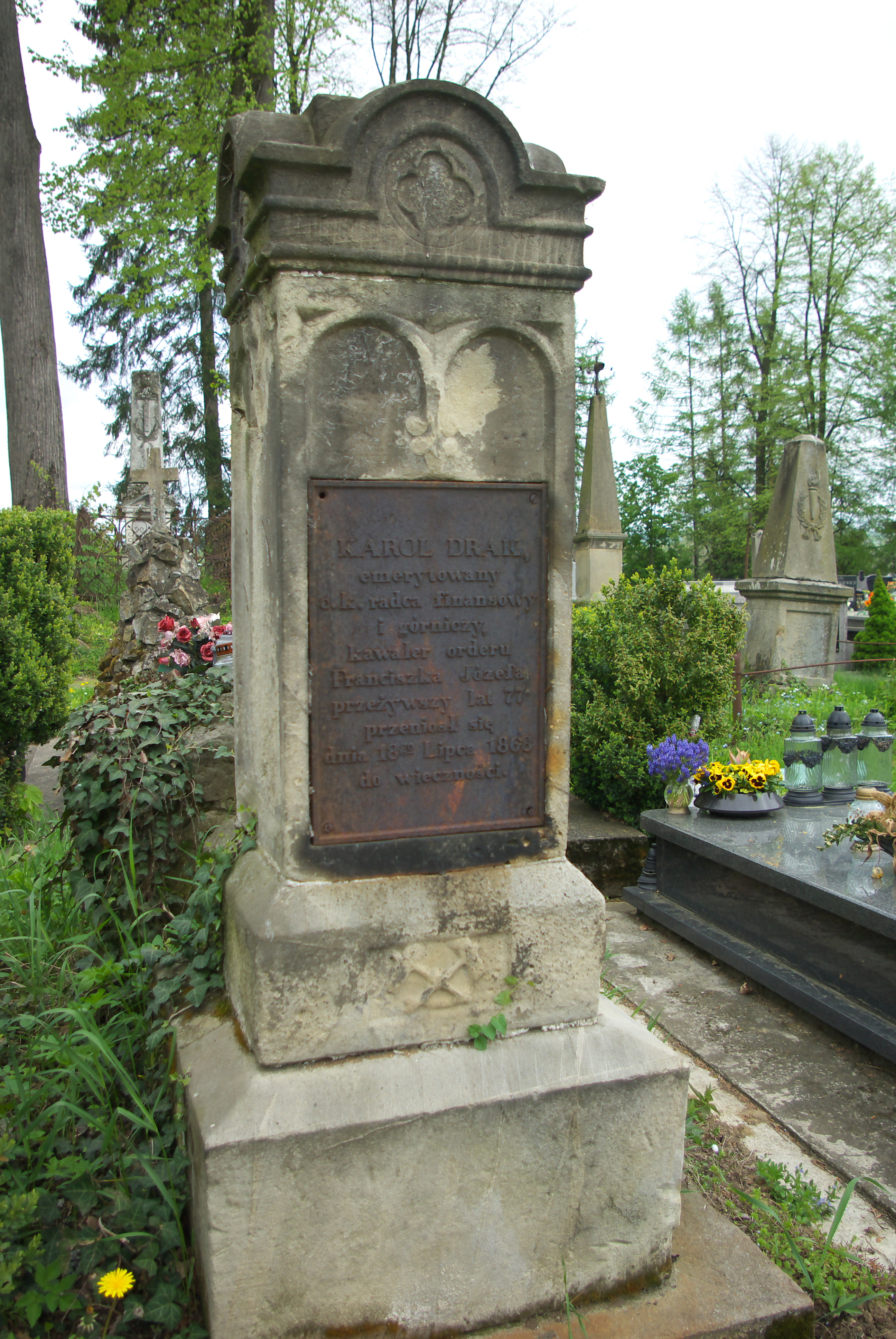
Nagrobek Karola Draka

## Życiorys
W okresie zaboru austriackiego pełnił funkcje c. k. sekretarza finansów, radcy finansowego i górniczego.
Został odznaczony Orderem Franciszka Józefa.
Zmarł 18 lipca 1868 w wieku 77 lat. Został pochowany na Cmentarzu Komunalnym w Brzozowie.